# Verein für Bewegungsspiele Stuttgart 1893 1993-1994
Questa voce raccoglie le informazioni riguardanti il Verein für Bewegungsspiele Stuttgart 1893 nelle competizioni ufficiali della stagione 1993-1994.

## Stagione
Nella stagione 1993-1994 lo Stoccarda, allenato da Christoph Daum e Jürgen Röber, concluse il campionato di Bundesliga al 7º posto. In Coppa di Germania lo Stoccarda fu eliminato al secondo turno dal Kaiserslautern.

## Rosa
| N. |                     | Ruolo | Calciatore        |
| -- | ------------------- | ----- | ----------------- |
| 4  | Germania (bandiera) | D     | Thomas Berthold   |
| 6  | Germania (bandiera) | D     | Guido Buchwald    |
| 7  | Germania (bandiera) | C     | Andreas Buck      |
| 8  | Brasile (bandiera)  | C     | Dunga             |
| 13 | Germania (bandiera) | D     | Günther Schäfer   |
| 14 | Germania (bandiera) | D     | Thomas Schneider  |
| 19 | Germania (bandiera) | C     | Michael Bochtler  |
| 21 | Germania (bandiera) | A     | Sascha Maier      |
| 22 | Germania (bandiera) | P     | Eberhard Trautner |
| 23 | Germania (bandiera) | A     | Marcus Ziegler    |
| 25 | Serbia (bandiera)   | D     | Slobodan Dubajić  |
| 26 | Germania (bandiera) | P     | Marc Ziegler      |
| 31 | Germania (bandiera) | C     | Ludwig Kögl       |

| N. |                     | Ruolo | Calciatore          |
| -- | ------------------- | ----- | ------------------- |
|    | Germania (bandiera) | P     | Harald Ebertz       |
|    | Germania (bandiera) | P     | Eike Immel          |
|    | Germania (bandiera) | D     | Jochen Endreß       |
|    | Germania (bandiera) | D     | Michael Frontzeck   |
|    | Germania (bandiera) | D     | Uwe Schneider       |
|    | Germania (bandiera) | D     | Alexander Strehmel  |
|    | Islanda (bandiera)  | D     | Eyjólfur Sverrisson |
|    | Germania (bandiera) | C     | Marc Kienle         |
|    | Germania (bandiera) | C     | Oliver Otto         |
|    | Germania (bandiera) | C     | Thomas Strunz       |
|    | Germania (bandiera) | A     | Thomas Brdarić      |
|    | Svizzera (bandiera) | A     | Adrian Knup         |
|    | Germania (bandiera) | A     | Fritz Walter        |

## Organigramma societario
Area tecnica
- Allenatore: Jürgen Röber
- Allenatore in seconda: Bernd Storck
- Preparatore dei portieri: Jochen Rücker
- Preparatori atletici: Gerhard Wörn

## Calciomercato

### Sessione estiva
| Acquisti | Acquisti        | Acquisti              | Acquisti |
| R.       | Nome            | da                    | Modalità |
| -------- | --------------- | --------------------- | -------- |
| D        | Thomas Berthold | Bayern Monaco         |          |
| C        | Dunga           | Pescara               |          |
| D        | Torsten Kracht  | Lokomotive Lipsia     |          |
| A        | Axel Kruse      | Eintracht Francoforte |          |

| Cessioni | Cessioni         | Cessioni              | Cessioni |
| R.       | Nome             | a                     | Modalità |
| -------- | ---------------- | --------------------- | -------- |
| A        | Markus Beierle   | Ulma                  |          |
| C        | Maurizio Gaudino | Eintracht Francoforte |          |
| C        | André Golke      | Norimberga            |          |
| D        | Harald Preuß     | Waldhof Mannheim      |          |
| C        | Jovica Simanić   | Benfica               |          |
| C        | Thomas Sobotzik  | Eintracht Francoforte |          |

### Sessione invernale
| Acquisti | Acquisti | Acquisti | Acquisti |
| R.       | Nome     | da       | Modalità |
| -------- | -------- | -------- | -------- |

| Cessioni | Cessioni       | Cessioni          | Cessioni |
| R.       | Nome           | a                 | Modalità |
| -------- | -------------- | ----------------- | -------- |
| A        | Axel Kruse     | Basilea           |          |
| D        | Torsten Kracht | Lokomotive Lipsia |          |

## Risultati

### Bundesliga

#### Girone di andata
| Arbitro: | Führer |

|                                           |           |            |
| Herzog 16’, 36’ Hobsch 47’ Rufer 75’, 85’ | Marcatori | 60’ Walter |

| Stoccarda 11 settembre 1993, ore 15:30 CEST 2ª giornata | Stoccarda | 0 – 0 referto | VfB Lipsia | Neckarstadion (17 500 spett.)\| Arbitro: \| Strampe \| |
| Arbitro:                                                | Strampe   |               |            |                                                        |

| Arbitro: | Harder |

|                         |           |                           |
| Weidemann 13’ Közle 15’ | Marcatori | 25’ Strunz 54’ Sverrisson |

| Arbitro: | Fux |

|                          |           |                           |
| Frontzeck 13’ Walter 47’ | Marcatori | 11’ Valencia 15’ Witeczek |

| Arbitro: | Habermann |

|                      |           |                                      |
| Löbe 38’ Prinzen 63’ | Marcatori | 45’, 90’ Walter 78’ Brdarić 83’ Knup |

| Arbitro: | Steinborn |

|                             |           |                      |
| Walter 18’ (rig.) Dunga 90’ | Marcatori | 45’ Zelić 88’ Sippel |

| Arbitro: | Heynemann |

|                                |           |                         |
| Spörl 1’ Albertz 31’ Bäron 52’ | Marcatori | 14’ Sverrisson 25’ Otto |

| Arbitro: | Gläser |

|                 |           |             |
| Kögl 80’ (rig.) | Marcatori | 13’ Paßlack |

| Arbitro: | Wiesel |

|  |           |                         |
|  | Marcatori | 23’ Kögl 51’ Sverrisson |

| Arbitro: | Assenmacher |

|  |           |                      |
|  | Marcatori | 70’ Gaudino 82’ Bein |

| Arbitro: | Weber |

|                                                   |           |  |
| Kuntz 18’, 28’, 80’ (rig.) Eriksson 38’ Marin 75’ | Marcatori |  |

| Arbitro: | Schmidt |

|          |           |  |
| Knup 16’ | Marcatori |  |

| Karlsruhe 10 novembre 1993, ore 20:00 CET 13ª giornata | Karlsruhe | 0 – 0 referto | Stoccarda | Wildparkstadion (31 000 spett.)\| Arbitro: \| Scheuerer \| |
| Arbitro:                                               | Scheuerer |               |           |                                                            |

| Arbitro: | Harder |

|                          |           |  |
| Knup 11’ Walter 70’, 81’ | Marcatori |  |

| Arbitro: | Krug |

|                        |           |                        |
| Freund 17’ Wassmer 32’ | Marcatori | 21’ (aut.) Heidenreich |

| Arbitro: | Dellwing |

|                |           |                                   |
| Sverrisson 17’ | Marcatori | 26’, 36’, 79’ Sérgio 77’ Schuster |

| Arbitro: | Dardenne |

|               |           |  |
| Marschall 90’ | Marcatori |  |

#### Girone di ritorno
| Stoccarda 27 novembre 1993, ore 15:30 CET 18ª giornata | Stoccarda | 0 – 0 referto | Werder Brema | Neckarstadion (17 000 spett.)\| Arbitro: \| Aust \| |
| Arbitro:                                               | Aust      |               |              |                                                     |

| Lipsia 4 dicembre 1993, ore 15:30 CET 19ª giornata | VfB Lipsia | 0 – 0 referto | Stoccarda | Zentralstadion (5 800 spett.)\| Arbitro: \| Jansen \| |
| Arbitro:                                           | Jansen     |               |           |                                                       |

| Arbitro: | Malbranc |

|                                          |           |  |
| Dunga 18’ Strunz 29’ Knup 31’ Walter 69’ | Marcatori |  |

| Arbitro: | Wiesel |

|                     |           |                                 |
| Matthäus 22’ (rig.) | Marcatori | 4’ Buchwald 50’ Walter 84’ Buck |

| Arbitro: | Amerell |

|                                |           |  |
| Buck 48’ Strunz 67’ Kienle 82’ | Marcatori |  |

| Arbitro: | Harder |

|               |           |               |
| Chapuisat 68’ | Marcatori | 50’, 66’ Knup |

| Arbitro: | Ziller |

|                                           |           |  |
| Dunga 71’ Dubajić 72’ Kienle 77’ Knup 80’ | Marcatori |  |

| Arbitro: | Heynemann |

|                                     |           |                  |
| Polster 37’ Heldt 69’ Arveladze 90’ | Marcatori | 40’ (aut.) Heldt |

| Arbitro: | Schäfer |

|                                  |           |  |
| Walter 16’ Knup 44’ Buchwald 90’ | Marcatori |  |

| Francoforte sul Meno 26 marzo 1994, ore 15:30 CET 27ª giornata | Eintracht Francoforte | 0 – 0 referto | Stoccarda | Waldstadion (34 049 spett.)\| Arbitro: \| Kasper \| |
| Arbitro:                                                       | Kasper                |               |           |                                                     |

| Arbitro: | Jansen |

|         |           |            |
| Knup 9’ | Marcatori | 21’ Kadlec |

| Arbitro: | Fröhlich |

|            |           |  |
| Sutter 53’ | Marcatori |  |

| Arbitro: | Albrecht |

|                                         |           |  |
| Buck 44’ Sverrisson 65’ Kögl 74’ (rig.) | Marcatori |  |

| Arbitro: | Fischer |

|  |           |          |
|  | Marcatori | 30’ Knup |

| Arbitro: | Dardenne |

|  |           |                                |
|  | Marcatori | 14’, 82’ Kohl 51’, 70’ Cardoso |

| Arbitro: | Ziller |

|                 |           |           |
| Foda 51’ (rig.) | Marcatori | 13’ Dunga |

| Arbitro: | Merk |

|                     |           |  |
| Walter 6’, 34’, 83’ | Marcatori |  |

### Coppa di Germania
| Arbitro: | Osmers |

|                        |           |                                                                    |
| Kruse 56’ Buchwald 84’ | Marcatori | 12’ Lusch 36’ Ritter 97’ Wagner 98’ Kuntz 100’ Eriksson 109’ Haber |

## Statistiche

### Statistiche di squadra
| Competizione      | Punti | In casa | In casa | In casa | In casa | In casa | In casa | In trasferta | In trasferta | In trasferta | In trasferta | In trasferta | In trasferta | Totale | Totale | Totale | Totale | Totale | Totale | DR |
| Competizione      | Punti | G       | V       | N       | P       | Gf      | Gs      | G            | V            | N            | P            | Gf           | Gs           | G      | V      | N      | P      | Gf     | Gs     | DR |
| ----------------- | ----- | ------- | ------- | ------- | ------- | ------- | ------- | ------------ | ------------ | ------------ | ------------ | ------------ | ------------ | ------ | ------ | ------ | ------ | ------ | ------ | -- |
| Bundesliga        | 37    | 17      | 8       | 6       | 3       | 31      | 16      | 17           | 5            | 5            | 7            | 20           | 27           | 34     | 13     | 11     | 10     | 51     | 43     | +8 |
| Coppa di Germania | -     | 1       | 0       | 0       | 1       | 2       | 6       | 0            | 0            | 0            | 0            | 0            | 0            | 1      | 0      | 0      | 1      | 2      | 6      | -4 |
| Totale            | 37    | 18      | 8       | 6       | 4       | 33      | 22      | 17           | 5            | 5            | 7            | 20           | 27           | 35     | 13     | 11     | 11     | 53     | 49     | +4 |

### Andamento in campionato
| Giornata  | 1  | 2  | 3  | 4  | 5  | 6  | 7  | 8  | 9  | 10 | 11 | 12 | 13 | 14 | 15 | 16 | 17 | 18 | 19 | 20 | 21 | 22 | 23 | 24 | 25 | 26 | 27 | 28 | 29 | 30 | 31 | 32 | 33 | 34 |
| --------- | -- | -- | -- | -- | -- | -- | -- | -- | -- | -- | -- | -- | -- | -- | -- | -- | -- | -- | -- | -- | -- | -- | -- | -- | -- | -- | -- | -- | -- | -- | -- | -- | -- | -- |
| Luogo     | T  | C  | T  | C  | T  | C  | T  | C  | T  | C  | T  | C  | T  | C  | T  | C  | T  | C  | T  | C  | T  | C  | T  | C  | T  | C  | T  | C  | T  | C  | T  | C  | T  | C  |
| Risultato | P  | N  | N  | N  | V  | N  | P  | N  | V  | P  | P  | V  | N  | V  | P  | P  | P  | N  | N  | V  | V  | V  | V  | V  | P  | V  | N  | N  | P  | V  | V  | P  | N  | V  |
| Posizione | 16 | 15 | 15 | 13 | 10 | 10 | 11 | 10 | 10 | 10 | 12 | 11 | 11 | 10 | 12 | 12 | 13 | 13 | 13 | 13 | 12 | 9  | 9  | 9  | 10 | 8  | 8  | 9  | 11 | 9  | 7  | 8  | 9  | 7  |

Legenda:

Luogo: C = Casa; T = Trasferta. Risultato: V = Vittoria; N = Pareggio; P = Sconfitta.

### Statistiche dei giocatori
| Giocatore     | Bundesliga | Bundesliga | Bundesliga  | Bundesliga | Coppa di Germania | Coppa di Germania | Coppa di Germania | Coppa di Germania | Totale   | Totale | Totale      | Totale     |
| Giocatore     | Presenze   | Reti       | Ammonizioni | Espulsioni | Presenze          | Reti              | Ammonizioni       | Espulsioni        | Presenze | Reti   | Ammonizioni | Espulsioni |
| ------------- | ---------- | ---------- | ----------- | ---------- | ----------------- | ----------------- | ----------------- | ----------------- | -------- | ------ | ----------- | ---------- |
| T. Berthold   | 31         | 0          | 6           | 2          | 1                 | 0                 | 0                 | 0                 | 32       | 0      | 6           | 2          |
| M. Bochtler   | 4          | 0          | 0           | 0          | 0                 | 0                 | 0                 | 0                 | 4        | 0      | 0           | 0          |
| T. Brdarić    | 10         | 1          | 0           | 0          | 0                 | 0                 | 0                 | 0                 | 10       | 1      | 0           | 0          |
| G. Buchwald   | 32         | 2          | 4           | 0          | 1                 | 1                 | 0                 | 0                 | 33       | 3      | 4           | 0          |
| A. Buck       | 20         | 3          | 1           | 0          | 1                 | 0                 | 0                 | 0                 | 21       | 3      | 1           | 0          |
| S. Dubajić    | 26         | 1          | 5           | 1          | 1                 | 0                 | 0                 | 0                 | 27       | 1      | 5           | 1          |
| D. Dunga      | 28         | 4          | 3           | 0          | 0                 | 0                 | 0                 | 0                 | 28       | 4      | 3           | 0          |
| H. Ebertz     | 0          | 0          | 0           | 0          | 0                 | 0                 | 0                 | 0                 | 0        | 0      | 0           | 0          |
| J. Endreß     | 1          | 0          | 0           | 0          | 0                 | 0                 | 0                 | 0                 | 1        | 0      | 0           | 0          |
| M. Frontzeck  | 30         | 1          | 4           | 0          | 1                 | 0                 | 0                 | 0                 | 31       | 1      | 4           | 0          |
| E. Immel      | 34         | 0          | 0           | 0          | 1                 | 0                 | 0                 | 0                 | 35       | 0      | 0           | 0          |
| M. Kienle     | 23         | 2          | 2           | 1          | 0                 | 0                 | 0                 | 0                 | 23       | 2      | 2           | 1          |
| A. Knup       | 27         | 10         | 2           | 0          | 0                 | 0                 | 0                 | 0                 | 27       | 10     | 2           | 0          |
| T. Kracht     | 13         | 0          | 5           | 0          | 1                 | 0                 | 0                 | 0                 | 14       | 0      | 5           | 0          |
| A. Kruse      | 10         | 0          | 1           | 0          | 1                 | 1                 | 0                 | 1                 | 11       | 1      | 1           | 1          |
| L. Kögl       | 31         | 3          | 2           | 0          | 1                 | 0                 | 1                 | 0                 | 32       | 3      | 3           | 0          |
| S. Maier      | 0          | 0          | 0           | 0          | 0                 | 0                 | 0                 | 0                 | 0        | 0      | 0           | 0          |
| O. Otto       | 6          | 1          | 0           | 0          | 0                 | 0                 | 0                 | 0                 | 6        | 1      | 0           | 0          |
| T. Schneider  | 0          | 0          | 0           | 0          | 0                 | 0                 | 0                 | 0                 | 0        | 0      | 0           | 0          |
| U. Schneider  | 10         | 0          | 2           | 0          | 1                 | 0                 | 0                 | 1                 | 11       | 0      | 2           | 1          |
| G. Schäfer    | 8          | 0          | 0           | 0          | 0                 | 0                 | 0                 | 0                 | 8        | 0      | 0           | 0          |
| A. Strehmel   | 13         | 0          | 2           | 0          | 0                 | 0                 | 0                 | 0                 | 13       | 0      | 2           | 0          |
| T. Strunz     | 25         | 3          | 9           | 0          | 1                 | 0                 | 1                 | 0                 | 26       | 3      | 10          | 0          |
| E. Sverrisson | 24         | 5          | 5           | 0          | 1                 | 0                 | 0                 | 0                 | 25       | 5      | 5           | 0          |
| E. Trautner   | 0          | 0          | 0           | 0          | 0                 | 0                 | 0                 | 0                 | 0        | 0      | 0           | 0          |
| F. Walter     | 27         | 13         | 2           | 0          | 1                 | 0                 | 0                 | 0                 | 28       | 13     | 2           | 0          |
| M. Ziegler    | 0          | 0          | 0           | 0          | 0                 | 0                 | 0                 | 0                 | 0        | 0      | 0           | 0          |
| M. Ziegler    | 4          | 0          | 0           | 0          | 0                 | 0                 | 0                 | 0                 | 4        | 0      | 0           | 0          |